# Oberzwieselau
Oberzwieselau ist ein Ortsteil der Gemeinde Lindberg im Landkreis Regen des bayerischen Regierungsbezirks Niederbayern.

## Lage
Das Dorf Oberzwieselau liegt an der Straße, die auf halbem Wege zwischen Zwiesel und Frauenau nach Buchenau abzweigt und zunächst an Unterzwieselau vorbeiführt.

## Geschichte
1528 verkaufte ein Meister mit unbekanntem Namen das bereits bestehende Glashüttengut, wie er es von einem Niklasen übernommen hatte, an den Freiherrn Johann von Degenberg.
Am 10. Juli 1568 verkaufte Stephan von Klosen, Vormund des Sohnes Stephan von Degenberg, das Gut an Joachim Poschinger auf Erbrecht. 1614 war Nikolaus Preißler Hüttenmeister, nach dessen Tod sein Sohn Hans Preißler. 1540 kaufte Hans Preißler das Glashüttengut Unterzwieselau von Adam Jungmeier.
1698 wird Georg Poschinger als Pächter von Oberzwieselau genannt. Von 1705 bis 1808 regierte hier die Glashüttenfamilie Hilz. Am 3. November 1808 heiratete der Frauenauer Glashüttenherr Benedikt von Poschinger die Witwe Anna Hilz.
1855 hatte der Ort außer der Glasfabrik 16 dazugehörige zerstreute Häuser, dazu eine Schule und eine Brauerei. Am 1. April 1856 teilte Benedikt von Poschinger das Gut in die beiden Erbgüter Oberzwieselau und Buchenau mit jeweils 7.000 Tagewerk Grundbesitz und übergab sie an die Söhne Benedikt und Ferdinand. Die Hütte in Oberzwieselau wurde durch ihre Kelche und Gläser in byzantinischer Manier berühmt. Im Jahr 1918 musste sie jedoch schließen.
Am 21. Februar 1925 heiratete Maria Helene von Poschinger den baltischen Grafen Bernd August von Mellin. Ihre Tochter Barbara (* 1933) wurde die Ehefrau von Joachim von Wolffersdorff. 1929 errichtete die Gutsverwaltung die Zwieselauer Waldbahn, die bis 1958 in Betrieb war. 1959 diente das 1839 erbaute Schloss Oberzwieselau bei den Dreharbeiten für den Film Nacht fiel über Gotenhafen zur Darstellung eines ostpreußischen Herrenhauses.
Ab 1988 entstand auf einer Fläche von 100 ha ein 18-Loch-Golfpark, der am 11. Juni 1993 eröffnet wurde.

## Vereine
- Heimatbühne Oberzwieselau
- Golfclub Oberzwieselau
- Freiwillige Feuerwehr Oberzwieselau

## Persönlichkeiten, die mit dem Ort in Verbindung stehen
- Karl Stellwag (* 1873 auf dem Stockfelder Hof in Stockfeld am Bodensee; † 1963 Oberzwieselau), Buchautor, studierter Landwirt und Vorreiter der biologischen Bodenbearbeitung.